# 달라르나

달라르나의 문장

달라르나의 위치

달라르나(스웨덴어: Dalarna)는 스웨덴 중부 스베알란드 지역을 구성하는 지방 가운데 하나로 면적은 29,086km2, 인구는 276,505명(2009년 기준)이다. 북쪽으로는 헤리에달렌 지방과 헬싱글란드 지방, 동쪽으로는 예스트리클란드 지방, 남쪽으로는 베스트만란드 지방, 남서쪽으로는 베름란드 지방과 접하며 서쪽으로는 노르웨이와 국경을 접한다. 달라르나주와 예블레보리주, 옘틀란드주, 베름란드주가 이 지방에 속한다. 지방을 상징하는 꽃은 실잔대, 동물은 수리부엉이이다.